# Tonsillolit

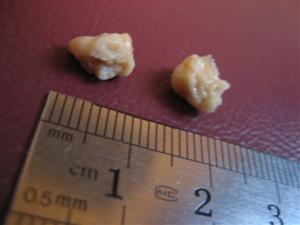
En stor tonsillolit

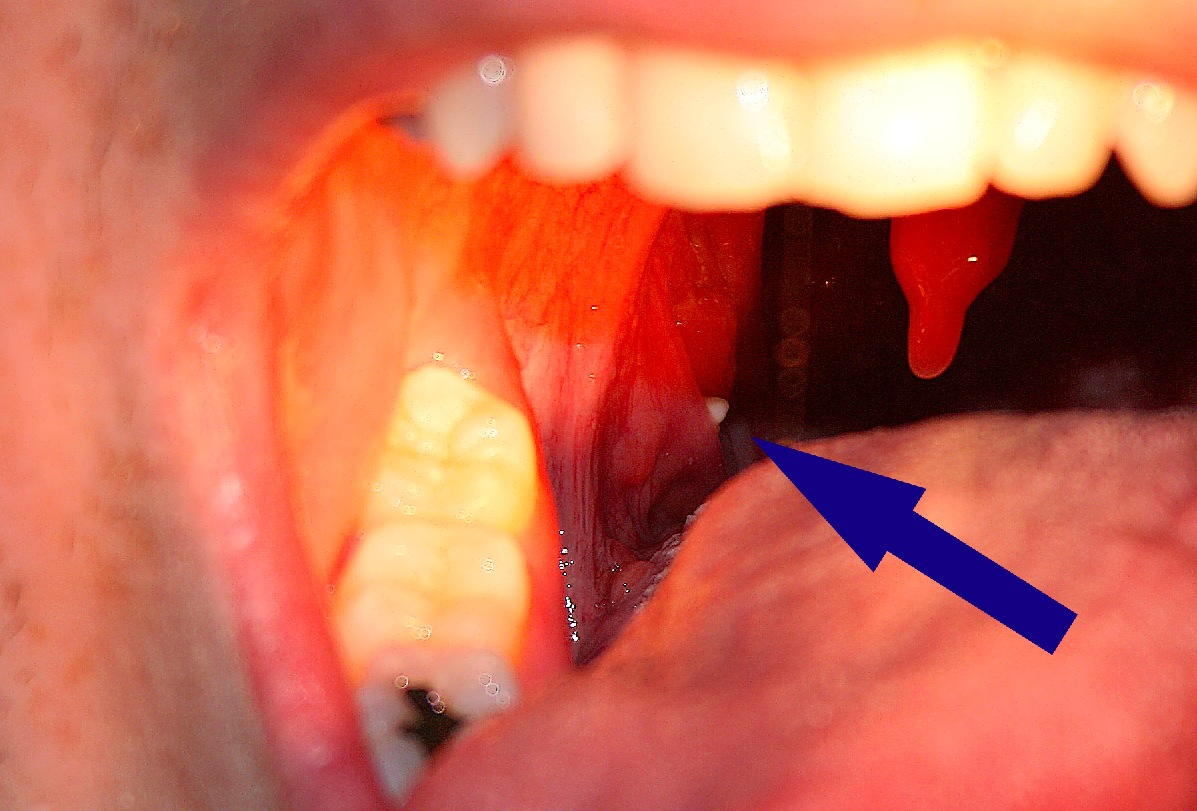
En tonsillolit sticker ut från halsmandeln

Tonsilloliter eller halsmandelsstenar är konkrement (stenar eller, oftast, en anhopning) av kalciumkarbonat som bildas bak i munhålan, i veck på halsmandlarna.
Tonsilloliter anses uppkomma genom en kombination av följande omständigheter:
- döda vita blodkroppar
- munbakterier
- överaktiva spottkörtlar

Tonsilloliter som sticker fram ur halsmandelvecken känns som främmande föremål mellan visdomständer och käkled. Ofta kan de upplevas som obehagliga, men gör sällan någon skada. Dock kan de vara en av orsakerna bakom dålig andedräkt.

## Uppkomst och kännetecken
Tonsilloliter består av kalciumkarbonat som ansamlas i halsmandelvecken. Antingen består de enbart av kalciumsalter eller av sådana i kombination med andra mineralsalter, och är oftast små, men större tonsilloliter kan ibland uppstå i området kring halsmandlarna.
Dessa stenar är vita eller gulaktiga och består av kalciumsalter som hydroxylapatit eller kalciumkarbonatapatit, oxalater och andra magnesiumsalter, och kan innehålla radikaler av ammonium. Det är oklart hur stenarna formas, men det verkar som detta sker där skräp ansamlas i halsmandlarnas veck, där också bakterier och svamp kan växa till, ibland i kombination med kronisk tonsillit. Eftersom saliven består av matspjälkningsenzymer, får den mat som har fastnat i munhålan att börja brytas ned. I synnerhet är det stärkelse från kolhydrater i maten som spjälkas, medan fastare och hårdare matrester ansamlas i halsmandlarna.

## Symptom
Tonsilloliter är vanligare hos vuxna än hos barn. Symptomen är vanligtvis vaga och kan innefatta halsont, ihållande hosta, dålig smak bak i munnen eller ont i öronen. Det kan också kännas som om det sitter fast främmande föremål bak i strupen och dålig andedräkt uppstår. Symptomen avhjälps vanligen genom att stenarna avlägsnas med hjälp av en kyrett. Större stenar kan behöva skäras bort.

### Jättetonsilloliter
I sällsynta fall kan det uppstå tonsilloliter av sådan storlek, att de kan förväxlas med andra munsjukdomar, såsom bölder kring halsmandlarna eller tumörer i halsmandlarna.

## Behandling och förebyggande

### Självbehandling
Den som får tonsilloliter kan oftast ta bort dem själv. En pincett med krökt topp kan vara till god hjälp vid bortrensning av mindre stenar.
Tonsilloliter vid halsmandlarnas ytor kan oftast petas bort med tandborste eller fingertoppar genom att man drar med verktyget från halsmandlarnas nederdel och uppåt. Härvid skapas ett tryck som får stenarna att pressas ut. En del kan även komma åt stenarna med tungan, vilket är fördelaktigt, eftersom tungan inte stimulerar kräkreflexen.

### Kirurgisk behandling
Stora stenar kan tas bort med en öronkurett av metall. Sådana används i vanliga fall för att ta bort vaxproppar med, men passar även utmärkt till borttagning av tonsilloliter. Hårnålar eller bomullspinnar är inte att rekommendera till detta ändamål, eftersom de kan flagna respektive ludda och därigenom lämna efter sig nytt skräp i munhålan.
Förebyggande på längre sikt kan uppnås genom laserbehandling med koldioxid under lokalbedövning. Härvid slätas halsmandlarnas ytor ut, så att det inte längre kan fastna matrester och bakterier på dem.
Den mest drastiska metoden, att operera bort halsmandlarna, rekommenderas vanligen inte just i syfte att förhindra uppkomst av tonsilloliter, men befriar definitivt patienten från dem.

### Förebyggande
Uppkomst av tonsilloliter kan förebyggas genom gurgling i saltvatten eller alkohol- och sockerfri munskölj, till exempel natriumbikarbonat.

## Webbkälla
Den här artikeln är helt eller delvis baserad på material från engelskspråkiga Wikipedia.